# HidroAysén
HidroAysén è un consorzio formato dai gruppi ENDESA, oggi controllata da Enel, e Colbún per costruire cinque centrali idroelettriche sui fiumi Pascua e Baker nella regione Aysén, nella Patagonia cilena. La potenza totale generata dalle centrali supererà i 2,750 MW, se dovessero essere costruite.
Il progetto HidroAysén si basa sui diritti di sfruttamento dell'acqua che le compagnie acquisirono prima della privatizzazione durante la dittatura militare di Augusto Pinochet. Le dighe saranno costruite inizialmente sui fiumi Pascua e Baker, ma sono state proposte dighe addizionali su alcuni fiumi precedentemente intoccati dell'area, incluso il Futaleufú. L'energia sarà trasportata 2300 km più a nord, con una linea di trasmissione ad alta tensione che attraverserebbe quattro parchi nazionali, otto riserve forestali nazionali, sedici siti prioritari per la conservazione della biodiversità, tre zone turistiche di interesse nazionale, ventisei zone umide. Il progetto coinvolgerà sessantasei comuni e nove regioni. Il 37% dell'energia prodotta sarà utilizzata dall'industria mineraria.
Il costo del progetto è stimato intorno ai 3,2 miliardi di dollari per le sole dighe, e fino a un totale di 7 miliardi di dollari includendo la linea di trasmissione.
Organizzazioni ambientaliste locali, nazionali e internazionali si oppongono al progetto, sostenendo che sarà distrutto il patrimonio naturale dell'area e che il progetto comporterà un ingente aumento del costo dell'energia per i consumatori cileni. Un altro punto sollevato riguarda la geografia della regione, la attività sismica naturale e le inondazioni periodiche con l'argomentazione che gli studi di impatto ambientale allegati al progetto sarebbero carenti.